# Lescuraea interrupta
Lescuraea interrupta là một loài Rêu trong họ Leskeaceae. Loài này được (Besch.) Broth. ex Paris mô tả khoa học đầu tiên năm 1909.